# Slowakische Badmintonmeisterschaft 1969
Die Slowakische Badmintonmeisterschaft 1969 war die dritte offizielle Auflage der Titelkämpfe im Badminton in der Slowakei. Sie fand vom 8. bis zum 9. März 1969 in Košice statt.

## Medaillengewinner
| Disziplin    | Gold                          | Silber                              | Bronze                        |
| ------------ | ----------------------------- | ----------------------------------- | ----------------------------- |
| Herreneinzel | Jaroslav Kozák                | Ján Šandorčin                       | Peter Jacina                  |
| Dameneinzel  | Viera Vavráková               | Ľubica Žitňanová                    | Mária Beerová                 |
| Herrendoppel | Jaroslav Kozák Jozef Kovér    | Štefan Kováč Ján Šandorčin          | Peter Jacina Ladislav Rusnák  |
| Damendoppel  | Mária Beerová Viera Vavráková | Gabriela Kaščáková Ľubica Žitňanová | Ľuba Matejová Viera Koľveková |
| Mixed        | Jozef Kovér Viera Vavráková   | Peter Jacina Ľubica Žitňanová       | Ján Šandorčin Viera Koľveková |